# Золотурн (кантон)
Золоту́рн (нім. Solothurn, фр. Soleure, італ. Soletta, ромш. Soloturn) — німецькомовний кантон на північному заході Швейцарії. Адміністративний центр — місто Золотурн, найбільше місто — Ольтен.